# Helmut Heissenbüttel
Helmut Heißenbüttel, édité en France sous le nom Helmut Heissenbüttel, né le 21 juin 1921 à Rüstringen et mort le 19 septembre 1996 à Glückstadt, est un écrivain et essayiste allemand,.

## Biographie
Helmut Heißenbüttel grandit avec sa famille à Wilhelmshaven, puis ils vont en 1932 à Papenburg. Pendant la Seconde Guerre mondiale, sur le front de l'Est, en 1941, il est blessé gravement et doit être amputé du bras gauche. Il étudie ensuite à Dresde, Leipzig et Hambourg l'allemand, l'architecture et l'histoire de l'art. Après avoir été un temps chargé de cours à Hambourg, il devient se 1959 à 1981 le rédacteur de l'émission radio Radio-Essay sur Süddeutscher Rundfunk (de) à Stuttgart. Il se consacre ensuite à l'écriture et vit à Borsfleth. Il est membre entre autres de Groupe 47, de l'Académie allemande pour la langue et la littérature, l'Académie libre des arts d'Hambourg (de) et de l'Académie des arts de Berlin.

## Œuvre
Helmut Heißenbüttel fait la distinction entre l'invention et la découverte. Il plaide en faveur d'une littérature de la citation.
Au cours du XXe siècle, selon lui, notre compréhension du sujet humain a changé radicalement. L'individu est privé de son indépendance ; il n'existe plus en tant qu'homme simple qui peut faire l'expérience du monde complexe ni structurer hiérarchiquement.
Le sujet se décompose en des cœurs individuels, qui sont surtout de nature linguistique. La nature du langage est au centre de la littérature de Heißenbüttel. L'auteur maîtrise différents matériaux linguistiques de citation.

### Livres
- Kombinationen. Bechtle, Esslingen 1954.
- Topographien. Esslingen 1956.
- Textbuch 1. Walter, Olten-Freiburg i. Br. 1960.
- Textbuch 2. 1961.
- Textbuch 3. 1962.
- Textbuch 4. 1964.
- Textbuch 5. 3x13 mehr oder weniger Geschichten. 1965.
- Über Literatur. Walter, Olten 1966.
- Textbuch 6. Neue Abhandlungen über den menschlichen Verstand. Luchterhand, Neuwied-Berlin 1967.
- Das Textbuch. Leicht veränderte Gesamtausgabe der Textbücher.  Walter + Luchterhand, Berlin 1970.
- (de) Textbücher 1-6, Stuttgart, Klett-Cotta, 1980 (ISBN 3-12-903450-1 et 978-3-1290-3450-7, OCLC 475951046)
- (de) Projekt Nr. 1 : D'Alemberts Ende, Frankfurt am Main, Verlag Ullstein, coll. « Ullstein Buch » (no 39025), 1981, 390 p. (ISBN 3-548-39025-0 et 978-3-5483-9025-3, OCLC 10429274) (Neuausgabe, Klett-Cotta, Stuttgart 1988,  (ISBN 3-608-95609-3))
- (de) Das Durchhauen des Kohlhaupts : dreizehn Lehrgedichte : Projekt Nr. 2, Darmstadt, Luchterhand, 1974, 233 p. (ISBN 3-472-86381-1 et 978-3-4728-6381-6, OCLC 1152364) (Neuausgabe Stuttgart 1989,  (ISBN 3-608-95689-1))
- (de) Eichendorffs Untergang und andere Märchen : Projekt 3/1, Stuttgart, Klett-Cotta, 1978, 188 p. (ISBN 978-3-12-903550-4, OCLC 862355107).
- (de) Helmut Heissenbüttel, Wenn Adolf Hitler den Krieg nicht gewonnen hätte : histor. Novellen u. wahre Begebenheiten : Projekt 3/2, Stuttgart, Klett-Cotta, 1979, 188 p. (ISBN 3-12-903580-X et 9783129035801, OCLC 6252471).
- (de) Helmut Heissenbüttel, Das Ende der Alternative : einfache Geschichten : Projekt 3/3, Stuttgart, Klett-Cotta, 1980, 176 p. (ISBN 3-12-903610-5 et 9783129036105, OCLC 7061449).
- (de) Helmut Heissenbüttel, Die goldene Kuppel des Comes Arbogast : oder, Lichtenberg in Hamburg : fast e. einfache Geschichte, Stuttgart, Klett--Cotta, 1980, 104 p. (ISBN 3-12-903600-8 et 9783129036006, OCLC 310778087).
- (de) Helmut Heissenbüttel, Ödipuskomplex made in Germany : Gelegenheitsgedichte, Totentage, Landschaften, 1965-1980, Stuttgart, Klett-Cotta, 1981, 105 p. (ISBN 3-12-903590-7 et 9783129035900, OCLC 7546991).
- Mehr ist dazu nicht zu sagen : neue Herbste. Mit 64 Improvisationen von Heinz Edelmann. Stuttgart 1983,   (ISBN 3-608-95164-4)
- Textbuch 8. 1981-85. Stuttgart 1985.
- Textbuch 9. 3x13x13 Sätze 1981-84. Stuttgart 1986.
- Textbuch 10. Von Liebeskunst. 1986. (and. Version m. Zeichnungen v. A. Sandig 1985),  (ISBN 3-921743-30-3)
- Textbuch 11. In gereinigter Sprache. 1987.
- "Neue Blicke durch die alten Löcher". Essays über Georg Christoph Lichtenberg. Wallstein, Göttingen 2007,  (ISBN 978-3-8353-0130-6)
- Über Benjamin. Suhrkamp, Frankfurt am Main 2008,  (ISBN 978-3-518-22430-4)
- Anthologien:
  - Franz-Ottokar Mürbekapsels Glück und Ende. Erzählungen. Volk+Welt, Berlin 1983, Stuttgart 1985,  (ISBN 3-608-95305-1)
  - Den Blick öffnen auf das, was offen bleibt. Lesebuch. dtv, München 1986,  (ISBN 3-423-10579-8)
  - Das Sagbare sagen. Auswahl von Hubert Arbogast. Stuttgart 1998,  (ISBN 3-608-93428-6)

### Phonogrammes
- Begegnung mit Gedichten. Polyglotte, München o.J.
- 16 Texte. Edition S Press, Hattingen Blankenstein 1971.
- Max unmittelbar vor dem Einschlafen. Deutsche Grammophon/Luchterhand, Hamburg-Neuwied 1973.
- Texte und Gelegenheitsgedichte. Klett-Cotta, Stuttgart 1978.
- Texte und Gedichte. Klett-Cotta, Stuttgart 1988.

### Éditions en français
- La fin d'Alembert, trad. de D'Alemberts Ende de l'allemand par Louis Fessard, Denoël, 1973.
- Le Bonheur de Franz Ottokar Mürbekapsel et une fin. Nouvelles., trad. de Franz-Ottokar Mürbekapsels Glück und ein Ende par Marianne Charrière, Éd. J. Chambon, 1989.

## Titres et récompenses
- 1969 : Prix Georg-Büchner
- 1971 : Hörspielpreis der Kriegsblinden (de)
- 1979 : Officier de l'ordre du Mérite de la République fédérale d'Allemagne
- 1984 : Prix Heinrich Böll
- 1990 : Prix de l'État autrichien pour la littérature européenne